# Templemania
Templemania là một chi bướm đêm thuộc phân họ Tortricinae của họ Tortricidae.

## Các loài
- Templemania animosana (Busck, 1907)
- Templemania millistriata (Walsingham, 1914)
- Templemania rhythmogramma (Meyrick, 1924)
- Templemania sarothrura (Felder & Rogenhofer, 1875)